# Osvaldo Biancardi
Osvaldo Biancardi (Milano, 4 febbraio 1929 – Milano, 3 maggio 1988) è stato un calciatore italiano, di ruolo difensore.

## Carriera
Cresciuto nel Milan dopo due brevi esperienze al Pavia in Serie C e al Fanfulla in Serie B fa il suo esordio in serie A con i rossoneri il 16 gennaio 1949 in Milan-Palermo (2-1), in quella che rimarrà la sua unica presenza in massima serie. Sempre con i rossoneri nello stesso anno vince il Torneo di Viareggio.
A fine stagione  in Serie B all'Empoli dove rimarrà per 4 stagioni (3 in Serie C). Di seguito torna fra i cadetti dove disputa cinque campionati con Catania, Parma, Modena. Nella stagione 1953-1954, sia pur con due sole presenze all'attivo vince il campionato cadetto col Catania, ma non viene confermato per il successivo campionato in massima serie.
Chiude la carriera al Lecce in Serie C.
In carriera ha totalizzato complessivamente una presenze in Serie A e 187 in Serie B.
È stato sepolto al Cimitero Maggiore di Milano, che ne conserva i resti in una celletta.

## Palmarès

### Club

#### Competizioni nazionali
- Campionato italiano di Serie B: 1

Catania: 1953-1954

#### Competizioni giovanili
- Torneo di Viareggio: 1

Milan: 1949